# Carl Bauer (Unternehmer)
Carl Wilhelm Bernhard Bauer (* 2. Oktober 1868 in Biebrich am Rhein; † nach 1935) war ein deutscher Unternehmer. Er war Generaldirektor und ordentliches Vorstandsmitglied der Vogtländische Maschinenfabrik Aktiengesellschaft (VOMAG) in Plauen im Vogtland, die vor allem Lastkraftwagen herstellte.

## Leben

Aktie über 5000 Mark der Vogtländischen Maschinenfabrik AG mit der Unterschrift von Carl Bauer

Nach dem Besuch des Realgymnasiums schlug Carl Bauer eine Lehre als Bankkaufmann ein. Später wurde er Mitbegründer und Vorstandsmitglied der Unionwerke Aktiengesellschaft für Brauerei-Einrichtungen in Mannheim. 1914 wurde Carl Bauer als Nachfolger des 1914 verstorbenen Direktors Robert Zahn zum ordentlichen Vorstandsmitglied an die Vogtländische Maschinenfabrik (vormals J. C. & H. Dietrich) Aktiengesellschaft in Plauen berufen, deren Generaldirektor er wurde. Außerdem war er Vorstandsmitglied des Reichsverbandes der Deutschen Automobilindustrie in Berlin. Ferner war Carl Bauer Mitglied im Vogtländischen Flugverein e. V. im Deutschen Luftfahrt-Verband. Außerdem gehörte er dem Aufsichtsrat der Niederlausitzer Automobil-Aktiengesellschaft an.
Unter seinem Direktorat entwickelte sich die VOMAG zu einem bedeutenden deutschen Rüstungsbetrieb. Carl Bauer erlebte den drohenden Konkurs in der Weltwirtschaftskrise und den unter seiner Leitung erfolgten neuen Aufschwung nach der „Machtergreifung“ der Nationalsozialisten.
Zu seinem 60. Geburtstag am 2. Oktober 1928 erhielt er vom Reichsverband der Automobilindustrie eine elegante Vase in vollendeter Amphorenform geschenkt, die 2017 versteigert wurde.
Carl Bauer war zu erreichen in der Firma in Plauen, Cranachstraße 4 und privat im Dietrichplatz 1a.

## Ehrungen
Carl Bauer war Träger mehrerer Orden.